# Садовое (Киевская область)
Садовое (укр. Садове) — село, входит в Березанскую городскую общину Броварского района Киевской области Украины. До 2020 года входило в состав Барышевского района.
Население по переписи 2001 года составляло 1688 человек. Занимает площадь 1,61 км².

## Местный совет
07534, Киевская обл., Барышевский р-н, с. Садовое, ул. Гагарина, 2